# Moving On (Ralf Mackenbach)
Moving On è il secondo album studio del cantante Ralf Mackenbach.

## Tracce
1. Dance – 3:24
2. Modern World – 3:12
3. Samen Sterk – 3:19
4. Vandaag Is Het Feest – 3:39
5. 1, 2, 3 – 3:06
6. De Allergrootste Fan – 3:23
7. UR The Sun – 3:16
8. Zal Er Voor Je Zijn – 2:26
9. Undercover – 3:16
10. Ik Doe Wat Ik Wil – 3:31
11. I Want You In My Life – 2:53
12. Game Over – 3:23
13. Don't Say Goodbye – 3:40